# Стрежево
Стрежево (мкд. Стрежево) је насеље у Северној Македонији, у јужном делу државе. Стрежево припада општини Битољ.

## Географија
Насеље Стрежево је смештено у јужном делу Северне Македоније. Од најближег већег града, Битоља, насеље је удаљено 22 km западно.
Стрежево се налази у области Ђаваткол, планинске области између Пелагоније и басена Преспанског језера. Насеље је смештено у оквиру Стрежевске клисуре, коју гради речица Шемница. Клисура је преграђена, па је ту образовано вештачко Стрежевско језеро. Источно од села издиже се Облаковска планина. Надморска висина насеља је приближно 760 метара.
Клима у насељу је планинска због знатне надморске висине.

## Становништво
Стрежево је према последњем попису из 2021. године било без становника. Село је плански исељено приликом стварања вештачког Стрежевског језера током 1980-их година.
Претежно становништво били су етнички Македонци.
Већинска вероисповест било је православље.

## Религија
Код села се налазе две православне цркве, Црква Свете Ане (под браном) и Црква Светог Јована (у шуми изнад села).